# Luigi Cicuttini
Luigi Cicuttini (* 9. November 1906 in Povoletto; † 16. Februar 1973) war ein italienischer Geistlicher.
Cicuttini wurde am 23. Juli 1933 zum Priester für das Erzbistum Udine geweiht. Papst Pius XII. ernannte ihn am 6. April 1953 zum Titularbischof von Amyzon und Weihbischof in Udine. Am 17. Mai 1953 weihte Giuseppe Nogara, Erzbischof von Udine, ihn zum Bischof. Mitkonsekratoren waren Leone Giovanni Battista Nigris, ehemaliger Nuntius in Albanien, und Emilio Pizzoni, Bischof von Terracina, Priverno e Sezze. Am 30. November 1956 ernannte Papst Pius XII. ihn zum Bischof von Città di Castello. Am 7. September 1966 nahm Papst Paul VI. seinen Rücktritt an und ernannte ihn zum Titularbischof von Lamphua. Am 5. Januar 1973 gab er auch sein Titularbistum ab.
Cicuttini war Konzilsvater in allen vier Sitzungsperioden des Zweiten Vatikanischen Konzils.